# Катарина Патрногић
Катарина Патрногић Цица (Призрен, 30. октобар 1921 — Београд, 1. децембар 1971) била је учесница Народноослободилачке борбе, друштвено-политичка радница СР Србије и САП Косова и народни херој Југославије.

## Биографија
Рођена је 30. октобра 1921. године у Призрену, у занатлијској породици. Завршила је гимназију 1939. године, после чега је уписала Правни факултет у Београду. 
Фебруара 1941. године, постала је кандидат, а ускоро и члан Комунистичке партије Југославије (КПЈ).
Окупаторском поделом Косова 1941. године, Призрен је припао италијанској окупационој зони. Карабинијери су ухапсили Катарину у новембру исте године и мучили ју да ода имена сарадника Народноослободилачког покрета (НОП). Пошто није ништа признала, пуштена је из затвора. Карабинијери су наставили да ју потајно прате у нади да ће их одвести до својих сарадника. Неко је време илегално радила у Призрену, а затим је прешла у Ораховац да би радила на организовању НОП-а.
Августа 1942. године, полиција је сазнала да се Катарина вратила у Призрен, па су ју поновно ухапсили. Мучили су ју и испитивали, али није ништа признала. Неко време је боравила у призренском затвору, након чега су ју пребацили у тирански затвор. По доласку у затвор, укључила се у припреме групе комуниста за бекство. Јануара 1943. године, током бега, имала је задатак да онеспособи чуварку, везавши ју, а затим побегла заједно с осталим затвореницама.
Априла 1943. године, постала је борац Шарпланинског партизанског одреда. Августа 1943, била је постављена за заменицу политичког комесара чете. Дана 8. августа, постала је политички комесар Трећег батаљона Осме прешевске бригаде. Дана 9. септембра, приликом формирања Друге косовско-метохијске бригаде, постала је заменицом политичког комесара бригаде. Од децембра 1944, до краја рата била је заменица политичког комесара Четврте косовско-метохијске бригаде.
После рата, била је посланица шарпланинско-горског изборног среза у Народној скупштини ФНР Југославије, Народној скупштини НР Србије и Скупштини Косова. 
Вршила је дужности секретарице Среског комитета КПЈ у Призрену, чланице Обласног комитета и Централног комитета СК Србије, чланице Обласног одбора Социјалистичког савеза радног народа за Косово и Метохију и Главног одбора ССРН Србије и остало. Налазила се на дужности потпредседника Скупштине САП Косова.
Преминула је 1. децембра 1971. у Београду, а сахрањена је у Призрену.
Носилац је Партизанске споменице 1941. и више других југословенских одликовања, међу којима су — Орден заслуга за народ са сребрним зрацима, Орден братства и јединства са сребрним венцем, Орден за храброст и Орден партизанске звезде са пушкама. Орденом народног хероја одликована је 27. новембра 1953. године.